# Papasidero
Papasidero – miejscowość i gmina we Włoszech, w regionie Kalabria, w prowincji Cosenza.
Według danych na rok 2004 gminę zamieszkiwało 1019 osób, 18,9 os./km².